# Svišč
Svišč (znanstveno ime Gentiana) je rod kritosemenk, ki spadajo v družino sviščevk. Z več kot 400 vrstami spada v velik rod. Znan je predvsem po velikih, trobenticam podobnim cvetovih, ki so večinoma modre barve.

## Vrste
- Gentiana acaulis – kochov svišč
- Gentiana affinis
- Gentiana alata
- Gentiana alba
- Gentiana albicalyx
- Gentiana albomarginata
- Gentiana algida
- Gentiana alii
- Gentiana alpina
- Gentiana alsinoides
- Gentiana altigena
- Gentiana altorum
- Gentiana amplicrater
- Gentiana andrewsii
- Gentiana angustifolia - ozkolistni svišč
- Gentiana anisostemon
- Gentiana aperta
- Gentiana apiata
- Gentiana aquatica
- Gentiana arenicola
- Gentiana arethusae
- Gentiana argentea
- Gentiana arisanensis
- Gentiana aristata
- Gentiana asclepiadea - kokoševčevolistni svišč
- Gentiana asterocalyx
- Gentiana atlantica
- Gentiana atuntsiensis
- Gentiana austromontana
- Gentiana autumnalis
- Gentiana axilliflora
- Gentiana baeuerlenii
- Gentiana bambuseti
- Gentiana bavarica – bavarski svišč
- Gentiana beamanii
- Gentiana bella
- Gentiana bicuspidata
- Gentiana boissieri
- Gentiana bokorensis
- Gentiana borneensis
- Gentiana boryi
- Gentiana brachyphylla
- Gentiana bryoides
- Gentiana burseri
- Gentiana cachemirica
- Gentiana caelestis
- Gentiana caeruleogrisea
- Gentiana caliculata
- Gentiana calycosa
- Gentiana capitata
- Gentiana carinata
- Gentiana carinicostata
- Gentiana caryophyllea
- Gentiana catesbaei
- Gentiana cephalantha
- Gentiana cephalodes
- Gentiana chateri
- Gentiana chinensis
- Gentiana choanantha
- Gentiana chosenica
- Gentiana chungtienensis
- Gentiana clarkei
- Gentiana clausa
- Gentiana clusii – clusijev svišč
- Gentiana confertifolia
- Gentiana coronata
- Gentiana crassa
- Gentiana crassicaulis
- Gentiana crassula
- Gentiana crassuloides
- Gentiana cristata
- Gentiana cruciata – navzkrižnolistni svišč
- Gentiana cruttwellii
- Gentiana cuneibarba
- Gentiana dahurica
- Gentiana damyonensis
- Gentiana davidii
- Gentiana decemfida
- Gentiana decora
- Gentiana decorata
- Gentiana decumbens
- Gentiana delavayi
- Gentiana deltoidea
- Gentiana dendrologii
- Gentiana densiflora
- Gentiana depressa
- Gentiana dinarica
- Gentiana divaricata
- Gentiana diversifolia
- Gentiana douglasiana
- Gentiana doxiongshangensis
- Gentiana dschungarica
- Gentiana duclouxii
- Gentiana durangensis
- Gentiana ecaudata
- Gentiana elmeriana
- Gentiana elwesii
- Gentiana emodi
- Gentiana ettingshausenii
- Gentiana exigua
- Gentiana expansa
- Gentiana faucipilosa
- Gentiana fieldiana
- Gentiana filistyla
- Gentiana flavomaculata
- Gentiana flexicaulis
- Gentiana formosa
- Gentiana forrestii
- Gentiana franchetiana
- Gentiana fremontii
- Gentiana frigida
- Gentiana froelichii - froelichov svišč
- Gentiana futtereri
- Gentiana gelida
- Gentiana gentilis
- Gentiana georgei
- Gentiana gilvostriata
- Gentiana glauca
- Gentiana grandiflora
- Gentiana grata
- Gentiana grumii
- Gentiana gyirongensis
- Gentiana handeliana
- Gentiana haraldi-smithii
- Gentiana harrowiana
- Gentiana haynaldii
- Gentiana heleonastes
- Gentiana helophila
- Gentiana hesseliana
- Gentiana hexaphylla
- Gentiana himalayensis
- Gentiana hirsuta
- Gentiana hohoxiliensis
- Gentiana hooperi
- Gentiana hugelii
- Gentiana huxleyi
- Gentiana infelix
- Gentiana intricata
- Gentiana jamesii
- Gentiana jarmilae
- Gentiana jingdongensis
- Gentiana jouyana
- Gentiana kaohsiungensis
- Gentiana kauffmanniana
- Gentiana khammouanensis
- Gentiana kurroo
- Gentiana kwangsiensis
- Gentiana lacerulata
- Gentiana laevigata
- Gentiana langbianensis
- Gentiana lateriflora
- Gentiana lawrencii
- Gentiana laxiflora
- Gentiana leptoclada
- Gentiana leroyana
- Gentiana leucomelaena
- Gentiana lhassica
- Gentiana liangshanensis
- Gentiana licentii
- Gentiana ligustica
- Gentiana linearis
- Gentiana lineolata
- Gentiana linoides
- Gentiana loerzingii
- Gentiana longicollis
- Gentiana loureiroi
- Gentiana lowryi
- Gentiana lutea – rumeni svišč
- Gentiana lycopodioides
- Gentiana macrophylla
- Gentiana makinoi
- Gentiana microdonta
- Gentiana newberryi
- Gentiana nipponica
- Gentiana nivalis - snežni svišč
- Gentiana nubigena
- Gentiana ochroleuca
- Gentiana olgae
- Gentiana olivieri
- Gentiana orbicularis
- Gentiana ornata
- Gentiana pannonica – panonski svišč
- Gentiana paradoxa
- Gentiana parryi
- Gentiana pennelliana
- Gentiana phyllocalyx
- Gentiana platypetala
- Gentiana plurisetosa
- Gentiana pneumonanthe – močvirski svišč
- Gentiana prolata
- Gentiana prostrata
- Gentiana przewalskii
- Gentiana pterocalyx
- Gentiana puberulenta
- Gentiana pumila - nizki svišč
- Gentiana punctata – pikčasti svišč
- Gentiana purpurea – purpurni svišč
- Gentiana pyrenaica
- Gentiana quadrifolia
- Gentiana rigescens
- Gentiana rostanii
- Gentiana rubricaulis
- Gentiana saponaria
- Gentiana saxosa
- Gentiana scabra - jesenski encijan
- Gentiana scarlatina
- Gentiana sceptrum
- Gentiana sedifolia
- Gentiana septemfida
- Gentiana setigera
- Gentiana setulifolia
- Gentiana sikkimensis
- Gentiana sikokiana
- Gentiana sino-ornata
- Gentiana siphonantha
- Gentiana speciosa
- Gentiana squarrosa
- Gentiana stictantha
- Gentiana stragulata
- Gentiana straminea
- Gentiana tenuifolia
- Gentiana terglouensis – triglavski svišč
- Gentiana ternifolia
- Gentiana tianshanica
- Gentiana trichotoma
- Gentiana triflora
- Gentiana trinervis
- Gentiana tubiflora
- Gentiana uchiyamai
- Gentiana ulmeri
- Gentiana uniflora
- Gentiana urnula
- Gentiana utriculosa - trebušasti svišč
- Gentiana vandellioides
- Gentiana vandewateri
- Gentiana veitchiorum
- Gentiana venosa
- Gentiana venusta
- Gentiana verna – spomladanski svišč
- Gentiana vernayi
- Gentiana viatrix
- Gentiana villifera
- Gentiana villosa
- Gentiana waltonii
- Gentiana walujewii
- Gentiana wangchukii
- Gentiana wasenensis
- Gentiana wilsonii
- Gentiana winchuanensis
- Gentiana wingecarribiensis
- Gentiana wootchuliana
- Gentiana xanthonannos
- Gentiana yakushimensis
- Gentiana yokusai
- Gentiana yunnanensis
- Gentiana zekuensis
- Gentiana zollingeri